# 高知県道370号千本山魚梁瀬線
高知県道370号千本山魚梁瀬線（こうちけんどう370ごう せんぼんやまやなせせん）は、高知県安芸郡馬路村にある一般県道である。

## 概要
安芸郡馬路村大字魚梁瀬の千本山手前から高知県道54号魚梁瀬公園線に至る。

### 路線データ
- 起点：安芸郡馬路村大字魚梁瀬
- 終点：安芸郡馬路村大字魚梁瀬（高知県道54号魚梁瀬公園線起点）

## 路線状況

### 道路施設

#### トンネル
- 石仙（こくせん）隧道：延長90 m、1963年（昭和38年）竣工、安芸郡馬路村

## 地理

### 通過する自治体
- 安芸郡馬路村

### 交差する道路
| 交差する道路             | 交差する場所 | 交差する場所 |
| ------------------------ | ------------ | ------------ |
| 高知県道54号魚梁瀬公園線 | 大字魚梁瀬   | 終点         |

### 沿線
- 奈半利川
- 馬路村立魚梁瀬小中学校